# 드림 트랜스
드림 트랜스(Dream Trance)는 4/4박자의 정박자 위에 몽롱한 패드음과 신스음을 얹고 주로 피아노로 멜로디를 구성하는 전자 음악의 한 갈래이다. 감성적인 멜로디를 표방하는 전자 음악으로, 90년대 중후반에 유럽 등지에서 인기를 끌었고 후에 성행하게 되는 에픽 트랜스에 영향을 주었다. 대표 음악가로는 로버트 마일즈가 유명하다.

## 대표 곡
- "Children" - Robert Miles
- "Sky Plus" - Nylon Moon
- "Celebrate the love" - Zhi-Vago
- "I'm Flying Away" - Dj Crashmaster feat. Cybertrancer
- "In Africa" - Piano Negro
- "Metropolis", "The Legend of Babel", "X-Files" - DJ Dado [2]
- "Pyramids of Giza" - W. P. Alex Remark
- "Moon's Waterfalls" - Roland Brant
- "Dreamer" - Antico
- "Forever Young" - DJ Panda
- "Space Ocean" - Daniele Gas
- "Seven Days and One Week" - BBE
- "NCIS Theme"- Numeriklab